# Малдыбаев, Абдылас Малдыбаевич
Абдылас Малдыбаевич Малдыбаев (кирг. Абдылас Малдыбай уулу Малдыбай; 24 июня [7 июля] 1906, Кара-Булак, Семиреченская область — 1 июня 1978, Фрунзе) — советский, киргизский композитор, оперный певец (тенор), актёр, педагог, общественный деятель. Народный артист СССР (1939).

## Биография
Родился 24 июня (7 июля) 1906 года (по другим источникам — 7 июня) в селе Кара-Булак (ныне — в Кеминском районе, Чуйская область, Кыргызстан) в семье дехканина.
В 1922 году сочинил на собственные стихи свою первую песню «Акинай», ставшую популярной.
В 1923 году поступил в Казахско-Киргизский институт просвещения в Алма-Ате. Через год перевёлся в только что открывшийся первый Киргизский педагогический техникум (ныне Кыргызский национальный университет имени Жусупа Баласагына, Бишкек), который окончил в 1929 году. Во время учёбы участвовал в художественной самодеятельности, пел в хоре, выступал в драматических спектаклях, к которым сам сочинял музыку.
Его первыми учителями стали русские музыканты Д. Ковалев, П. Шубин, а также собиратель киргизского фольклора А. Затаевич.
В 1929—1930 годах — заведующий учебной частью и преподаватель Киргизской музыкально-драматической студии. Одновременно участвовал в музыкальном оформлении спектаклей, выступал как актёр.
В 1930—1933 годах — директор Киргизского музыкального техникума во Фрунзе.
В 1933—1936 годах — артист Киргизского государственного театра (создан на базе Киргизской музыкально-драматической студии), выступал в драматических спектаклях как актёр и как певец. С 1936 по 1962 год — солист Киргизского музыкально-драматического театра (создан на базе Киргизского государственного театра; с 1942 — Киргизский театр оперы и балета, ныне — Национальный академический театр оперы и балета им. А. Малдыбаева).
В 1942 году был первым исполнителем партии Ленского в опере «Евгений Онегин» П. Чайковского на киргизской сцене.
Занимался концертно-исполнительской деятельностью и одновременно композицией.
В 1940 году начал учёбу в национальной студии Московской консерватории, но на период войны обучение прерывал. Восстановился в консерватории в 1947 году и окончил специальный курс в 1950 году (класс композиции Г. И. Литинского, затем В. Г. Фере).
В 1953—1954 годах — директор Фрунзенского музыкально-хореографического училища им. М. Куренкеева.
Автор музыки (совместно с композиторами В. А. Власовым и В. Г. Фере) Государственного гимна Киргизской ССР (1946).
С 1939 года — председатель организационного комитета, с 1948 по 1968 год — председатель правления Союза композиторов Киргизской ССР. С 1948 года — член правления и секретарь Союза композиторов СССР и член Комитета по Государственным премиям СССР при СМ СССР. С 1951 года — член Республиканского отделения Советского комитета защиты мира.
Депутат Верховного Совета СССР 1-го созыва, депутат Верховного Совета Киргизского ССР 2—4-го созывов.
Скончался 1 июня 1978 года во Фрунзе (ныне Бишкек). Похоронен на Ала-Арчинском кладбище.

### Семья
- Жена — Батина
- Дочь — Толкун, пианистка, музыкальный педагог
- Сын — Болот, дирижёр, музыкальный педагог, создатель и руководитель первого киргизского джаза, первой киргизской эстрады, первой киргизской сатирической бригады «Мыскыл жана тамаша». Заслуженный работник образования КР и медалью «Даңк».
- Дочь — Жылдыз, профессор, Народная артистка Кыргызской Республики. Единственная женщина среди членов Союза композиторов Кыргызстана[3].

## Награды и звания
- Заслуженный деятель искусств Киргизской ССР (1937)[4]
- Народный артист СССР (7 июня 1939)
- Государственная премия Киргизской ССР имени Токтогула Сатылганова (1970)
- Орден Ленина (7 июня 1939) — за выдающиеся заслуги в деле развития киргизского театрального искусства
- Орден Октябрьской Революции (1976)
- Три ордена Трудового Красного Знамени (1946, 1951, 1958)
- Орден «Знак Почёта» (1966)
- Медаль «За трудовое отличие» (1964)
- Медаль «За доблестный труд в Великой Отечественной войне 1941—1945 гг.» (1945)

## Творчество

### Партии
- «Евгений Онегин» П. Чайковского — Ленский
- «Ажал ордуна» («Не смерть, а жизнь») В. Власова и В. Фере, А. Малдыбаева — Бектур
- «Айчурек» («Лунная красавица») В. Власова, В. Фере, А. Малдыбаева — Кульчоро
- «Токтогул» В. Власова, В. Фере, А. Малдыбаева — Керимбай
- «Манас» В. Власова, В. Фере, А. Малдыбаева — Сыргак
- «Аршин мал алан» У. Гаджибекова — Аскер
- «Айдар и Айша» А. Аманбаева и С. Германова — Тельтай
- «Кыз-Жибек» Е. Брусиловского — Тулеген
- «Кокуль» М. Раухвергера — Кокуль

### Основные сочинения
В творческом наследии композитора около 300 различных произведений, в том числе свыше 200 песен и хоров. Сыграл большую роль в создании и развитии киргизской советской песни, явившись основоположником новых для Киргизии жанров, как песни-гимны, песни-марши, романсы и детские песни, хоры, кантаты, оратории. Составитель хрестоматии по пению для общеобразовательных школ.
Совместно с композиторами В. А. Власовым и В. Г. Фере участвовал в создании первых киргизских музыкальных драм, опер, балетов, других произведений:
Музыкальные драмы:
- «Алтын кыз» (1937)
- «Ажал ордуна» («Не смерть, а жизнь») (по пьесе Дж. Турусбекова, 1938)

Оперы:
- «Айчурек» («Лунная красавица») (1939)
- «Патриоты» (1941)
- «За счастье народа» (1941)
- «Манас» (1946)
- «На берегах Иссык-Куля» (1951)
- «Токтогул» (1958)

Кантаты:
- «Счастье» (сл. В. Винникова и К. Маликова, 1941)
- Торжественная юбилейная кантата (сл. К. Маликова, 1946)
- «В родном колхозе» (сл. Н. Грибачева, 1946)
- «Привет Москве» (сл. К. Маликова, 1951)
- «Сто лет вместе» (сл. А. Токтомушева, 1963)
- «Мой народ поет о Ленине» (сл. Токтогула, 1964)
- «Ленин, ты дал нам свободу и счастье» (сл. Токтогула, 1965)
- «Ленину слава» (1966)
- «Великие 40 лет» («Киргизы — счастливый народ», сл. А. Белекова, 1966)
- «Где вы, три соловья?» (сл. А. Токтомушев, 1975)

Оратории:
- «Искатели счастья» (сл. Дж. Турусбекова, 1947)
- «Сказание о счастье» (сл. В. Винникова, 1949)
- «Свадебные вечера» (сл. собственные и A. Белекова, 1970)
- «Свадьба в колхозе» (1970)

Для валторны и фортепиано:
- пьесы

Сочинения, созданные в соавторстве с другими композиторами:
- музыкальная комедия «Ким кантти» («Кто как поступил») (совм. с М. Абдраевым, А. Аманбаевым и А. Тулеевым, 1943)
- музыкальная драма «Токтогул» (1-й вариант, совм. с А. Веприком, 1939; 2-й вариант, совм. с М. Абдраевым, 1956)

Для солистов, хора и симфонического оркестра:
- кантаты: «Партии нашей слава» (совм. с С. Ряузовым, сл. А. Токомбаева, 1954), «Сто лет нашей дружбе» (совм. с М. Абдраевым, 1963)
- вокально-симфоническая поэма «Слава тебе, партия» (совм. с М. Абдраевым, сл. А. Токомбаева, 1961)
- оратория «Сын киргиза» (совм. с М. Абдраевым, сл. С. Шимеева, 1967)
- праздничная ода «Вековая дружба»

Для симфонического оркестра:
- Праздничные кюи (совм. с М. Абдраевым, 1958)
- симфоническая сюита «Праздник в колхозе» (совм М. Абдраевым, 1955)
- танец «На пастбище» (совм. с Н. Давлесовым, 1959)

Собственные сочинения:
Для струнного квартета:
- Танцевальная миниатюра (1954)

Для голоса и фортепиано:
- романсы, баллады (ок. 50), в том числе «Акинай» (сл. собств., 1922), «Зарема» (сл. А. Пушкина, 1937), «Клятва перед проводами» (сл. Д. Боконбаева, 1941), «Прости» (сл. А. Токомбаева, 1944), «Каркунэ чаккан за манна» (Наша эпоха) (исп. Махмутова), «Матери, оставшейся в Турции» (сл. Б. Сарногоева, 1952), «Услышу ли твой голос» (сл. М. Лермонтова, 1964), «Он — Ленин» (сл. А. Токомбаева, 1969), «Мать-Родина» (сл. А. Токомбаева, 1971), «Плач вьетнамской женщины-партизанки» (сл. А. Белекова, 1971), «Не смотри на меня, не смотри…» (сл. А. Токтомушева, 1974), «Тельман» (сл. А. Токомбаева, 1975)

Хоры:
- (свыше 40), в том числе «Мы ленинцы» (сл. К. Джантошева, 1925), «Мечта» (сл. Д. Турусбекова, 1930), «Забойщики» (сл. Д. Боконбаева, 1932), «Великий марш» (сл. М. Элебаева, 1941), «Вот это знамя» (сл. А. Токомбаева, 1953), Марш энергетиков (сл. А. Белекова, 1965), Родиная моя (сл. А. Токтомушева, 1976)

Песни:
- (свыше 150), в том числе «Сегодняшний день» (сл. А. Токомбаева, 1932), «Эй, в красных платках» (сл. Д. Турусбекова, 1932), «Слушай, мир» (сл. Д. Турусбекова, 1933), «Вот так» (детская, сл. собственные, 1935), «Пойдем в школу» (детская, сл. К. Маликова, 1936), «Цветущая эпоха» (сл. Д. Боконбаева, 1939), «Жизнь» (сл. Токтогула, 1939), «Алымкан» (сл. Токтогула, 1940), «Партия с нами» (детская, сл. А. Токомбаева, 1943), «Отец Ленин» (детская, сл. Ш. Бейшеналиева, 1952), «Партбилет» (сл. А. Токтомушева, 1953), «Книга» (детская, сл. А. Токомбаева, 1957), «Дурдана» (сл. А. Токомбаева, 1959), «Муравей» (детская, сл. А. Осмонова, 1960), Посадим сад (дет., сл. А. Осмонова, 1960), Музыка (сл. А. Осмонова, 1973), «Биз ленинчил» («Мы ленинцы»), «Кызыл-Туу» («Красная знамя»), «Эски койчунун зары», «Таңкы коштошуу»

Другое:
- песни-гимны: «Киргизстан», «Партия», «Земля отцов», «Партбилет»
- песни-марши: «Красные всадники», «Марш труда»
- записи киргизских народных мелодий (свыше 1000)
- музыка к драматическим спектаклям, в том числе: «Жапалак Жатпасов» Р. Шукурбекова (в соавторстве с П. Шубиным, 1932), «Карачач» К. Джантошева (в соавторстве с П. Шубиным, 1933), «Ажал ордуна» Ж. Турусбекова (в соавторстве с Д. Ковалевым, 1934), кинофильмам

### Композиторская фильмография
- 1954 — «В долине Сусамыра» (документальный)
- 1958 — «Далеко в горах» (совм. с А. Амонбаевым)
- 1959 — «Токтогул»

## Память

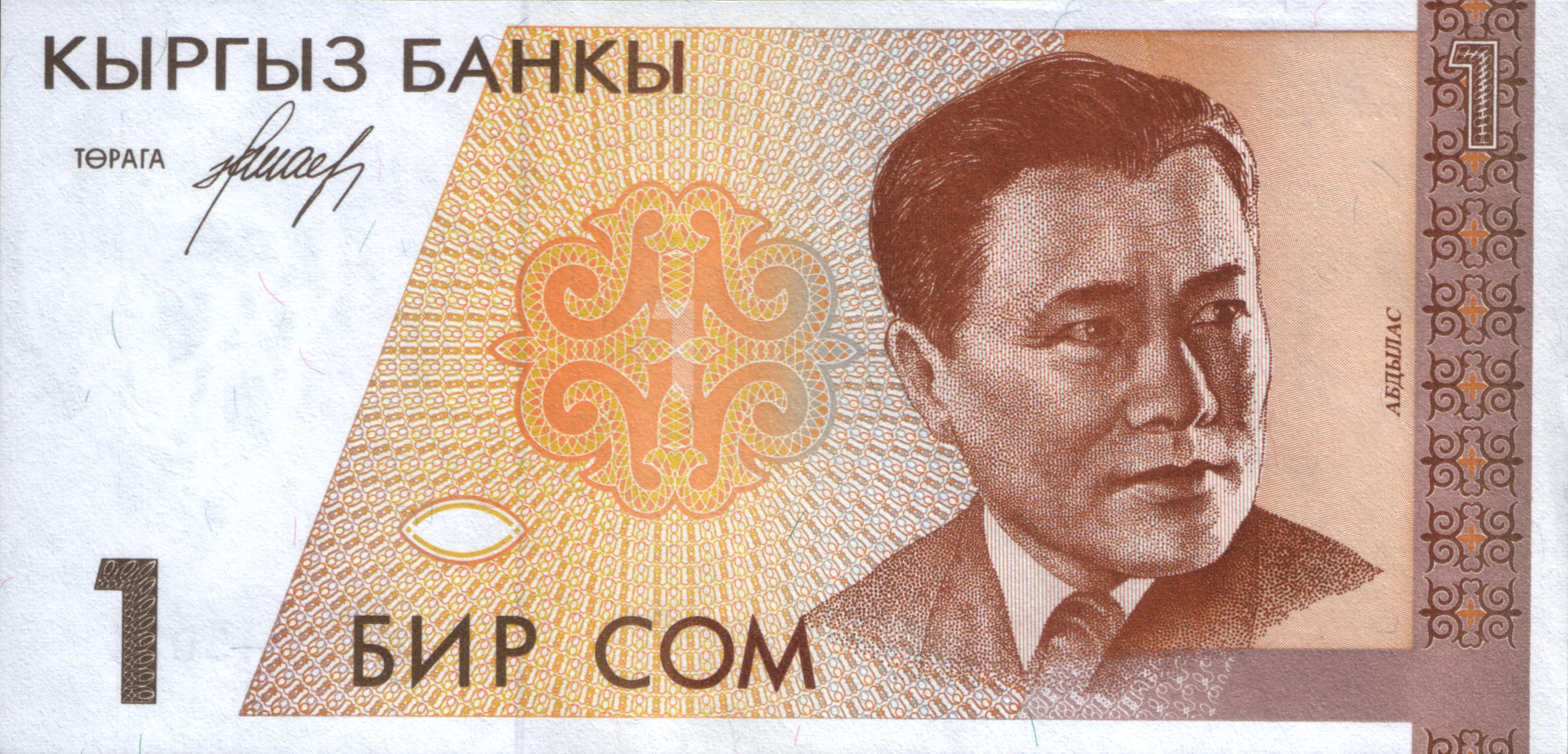
Портрет на банкноте номиналом 1 сом серии 1994 года

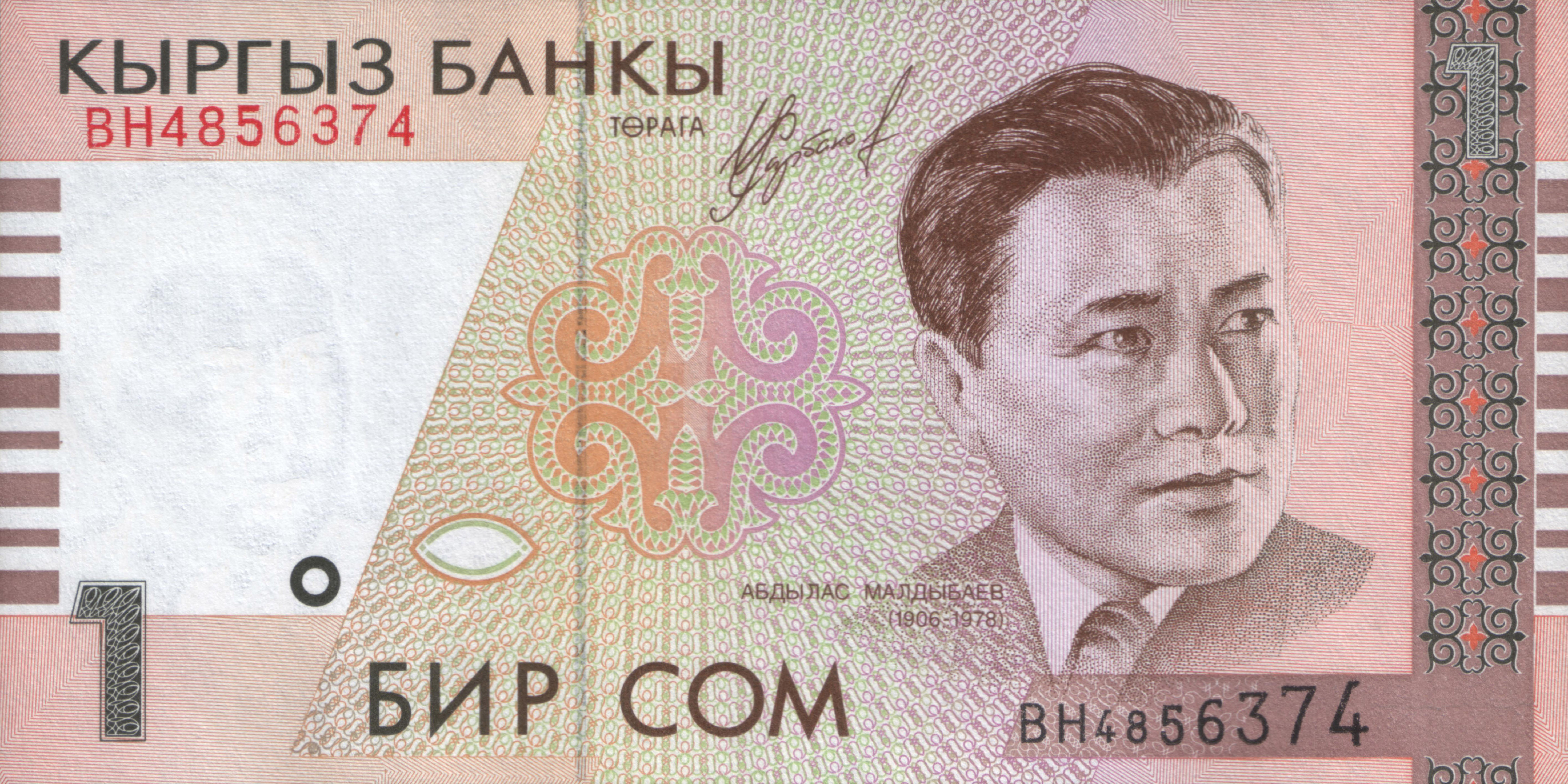
Портрет на банкноте номиналом 1 сом серии 1999 года

- Имя А. Малдыбаева с 1978 года носит Кыргызский национальный академический театр оперы и балета.[5]
- С 11 апреля 1994 года по 1 января 2010 года на территории Кыргызстана была введена в обращение банкнота номиналом 1 сом с изображением А. Малдыбаева.
- В честь А. Малдыбаева названа улица в Бишкеке.